# Kreis Pößneck
| Basisdaten                       | Basisdaten                                         |
| -------------------------------- | -------------------------------------------------- |
| Bezirk der DDR                   | Gera                                               |
| Kreisstadt                       | Pößneck                                            |
| Fläche                           | 411 km² (1989)                                     |
| Einwohner                        | 52.503 (1989)                                      |
| Bevölkerungsdichte               | 128 Einwohner/km² (1989)                           |
| Kfz-Kennzeichen                  | N (1953–1990) NK und NL (1974–1990) PN (1991–1995) |
| Kreis Pößneck im Bezirk Gera     |                                                    |
| Der Kreis Pößneck im Bezirk Gera |                                                    |

Der Kreis Pößneck war ein Landkreis im Bezirk Gera der DDR. Von 1990 bis 1994 bestand er als Landkreis Pößneck in Thüringen fort. Sein Gebiet liegt heute zum größten Teil im Saale-Orla-Kreis in Thüringen. Der Sitz der Kreisverwaltung befand sich in Pößneck.

## Geographie

### Lage
Der Kreis Pößneck lag im östlichen Thüringen beiderseits der Orla. Nördlich lagen die beiden städtisch-industriellen Schwerpunkte des Bezirks: die Universitätsstadt Jena mit ihrer bedeutenden optischen und Glasindustrie und die Bezirksstadt Gera mit der Textilindustrie. Neben dem Kreis Stadtroda war Pößneck der einzige Binnenkreis des Bezirks.

### Nachbarkreise
Der Kreis Pößneck grenzte im Uhrzeigersinn im Norden beginnend an die Kreise Jena-Land, Stadtroda, Gera-Land, Zeulenroda, Schleiz, Lobenstein, Saalfeld und Rudolstadt.

### Naturraum
Das Kreisgebiet umfasste den Übergangsraum zwischen dem Thüringer Wald im Süden und der Jenaer Heide im Norden. Hauptsächlich bestand die Landschaft aus der Orlasenke – von Saalfeld über Pößneck/Neustadt bis Triptis – und zwei parallelen bergigen Seitenstreifen. Am Südrand befanden sich alte Korallenriffe mit den Döbritzer Höhlen. Das Plothener Teichgebiet war ein attraktives Naherholungsziel.

## Geschichte
Durch das Gesetz über die weitere Demokratisierung des Aufbaus und der Arbeitsweise der staatlichen Organe in den Ländern in der Deutschen Demokratischen Republik vom 23. Juli 1952 kam es in den noch bestehenden fünf Ländern der DDR zu einer umfangreichen Kreisreform. So wurden am 25. Juli 1952 die Länder aufgelöst und 14 Bezirke eingerichtet. Hierbei wurden traditionelle Kreise aufgelöst oder in kleinere Kreise gegliedert, wobei es auch über die Grenzen der ehemaligen fünf Länder hinweg zu Gebietsänderungen kam. Der Kreis Pößneck wurde aus Gemeinden der drei Landkreise Gera, Saalfeld und Schleiz gebildet. Damit wurde der historische Neustädter Kreis zu großen Teilen als Kreis Pößneck wieder gegründet, allerdings wurde der Sitz an das angegliederte Pößneck verlagert und entsprechend umbenannt. Der Kreis wurde dem neugebildeten Bezirk Gera zugeordnet.
Nach der Korrektur der ursprünglichen Kreiseinteilung im Dezember 1952 bildeten die folgenden 59 Gemeinden den neuen Kreis Pößneck:
- 26 Gemeinden aus dem Landkreis Gera:

Alsmannsdorf, Braunsdorf, Breitenhain, Dreitzsch, Geroda, Hasla, Kospoda, Lausnitz b. Neustadt an der Orla, Lemnitz, Lichtenau, Linda b. Neustadt an der Orla, Miesitz, Mittelpöllnitz, Molbitz, Neunhofen, Neustadt an der Orla, Ottmannsdorf, Pillingsdorf, Quaschwitz, Rosendorf, Schmieritz, Schönborn, Stanau, Tömmelsdorf, Triptis und Weira.
- 32 Gemeinden aus dem Landkreis Saalfeld:

Bahren, Bodelwitz, Daumitsch, Döbritz, Friedebach, Gertewitz, Gössitz, Gräfendorf, Grobengereuth, Herschdorf b. Pößneck, Kolba, Krölpa, Langenorla, Laskau, Lausnitz b. Pößneck, Moxa, Nimritz, Oberoppurg, Oelsen, Oppurg, Peuschen, Pößneck, Ranis, Rehmen, Rockendorf, Schmorda, Schweinitz, Seisla, Solkwitz, Trannroda, Wernburg und Wilhelmsdorf.
- 1 Gemeinde aus dem Landkreis Schleiz:

Bucha
Durch Umgliederungen über Kreisgrenzen und Gemeindegebietsveränderungen sank die Zahl der Gemeinden bis auf 48 bei Auflösung des Kreises Ende Juni 1994:
- 1. Januar 1956 Umgliederung von Braunsdorf aus dem Kreis Pößneck in den Kreis Zeulenroda
- 1. Januar 1957 Umgliederung von Dreba aus dem Kreis Schleiz in den Kreis Pößneck
- 1. Januar 1957 Eingliederung von Alsmannsdorf in Dreitzsch
- 1. Januar 1957 Eingliederung von Hasla in die Stadt Triptis
- 1. Mai 1965	Eingliederung von Schweinitz in die Stadt Pößneck
- 1. Mai 1965	Eingliederung von Ottmannsdorf und Schönborn in die Stadt Triptis
- 10. Oktober 1965 Eingliederung von Posen in Knau
- 10. Oktober 1965 Eingliederung von Kolba und Rehmen in Oppurg
- 1. Februar 1974 Eingliederung von Oelsen in Gräfendorf
- 1. Februar 1974 Eingliederung von Daumitsch in Grobengereuth
- 1. Februar 1974 Eingliederung von Laskau in Peuschen
- 1. Januar 1976 Eingliederung von Molbitz in die Stadt Neustadt an der Orla
- 9. April 1994 Eingliederung von Lichtenau und Neunhofen in die Stadt Neustadt an der Orla
- 9. April 1994 Eingliederung von Bahren in Peuschen

Am 17. Mai 1990 wurde der Kreis in Landkreis Pößneck umbenannt. Anlässlich der Wiedervereinigung der beiden deutschen Staaten wurde der Landkreis Pößneck durch das Ländereinführungsgesetz im Oktober 1990 dem wiedergegründeten Land Thüringen zugesprochen. Bei der Kreisreform in Thüringen ging er am 1. Juli 1994 größtenteils im neuen Saale-Orla-Kreis auf, lediglich die Gemeinde Lausnitz fiel an den Schwarza-Kreis (ab 28. September 1994: Landkreis Saalfeld-Rudolstadt).

### Einwohnerentwicklung
| Jahr      | 1960   | 1971   | 1981   | 1989   |
| Einwohner | 61.008 | 57.782 | 54.981 | 52.503 |

## Wirtschaft
Die gegenwärtige Wirtschaftsstruktur beruht auf traditionellen Ansätzen. Es werden u. a. Leder und Lederwaren hergestellt, Süßwaren (VEB Berggold), Druckerzeugnisse (VEB Karl-Marx-Werk als größter Buchhersteller der DDR, besonders Schul- und Lehrbücher), Wälzlager (VEB Rotasym) sowie Zubehör für Textilmaschinen. In Triptis spielt die Porzellanfabrikation eine wichtige Rolle.

Wichtige Betriebe waren unter anderen:
- VEB Pößnecker Volltuchwerke
- VEB Rotasym Pößneck
- VEB Polymer Pößneck
- VEB Pößnecker Außenleuchten
- VEB Rosenbrauerei Pössneck
- VEB Möbelwerk Pößneck
- VEB DRAWEBA Neustadt an der Orla
- VEB Schweinezucht und -mast Neustadt an der Orla
- VEB Brauerei Neustadt an der Orla
- VEB Orlakleidung Neustadt an der Orla
- VEB SKET Maschinenbau Ernst Thälmann Neustadt an der Orla
- VEB Plastunion Triptis
- VEB Porzellanwerk Triptis
- GPG Grünes Herz Pößneck
- VEB Graphischer Grossbetrieb Karl Marx Pößneck

## Verkehr
Das Kreisgebiet wurde gleichmäßig von der zentralen Verkehrsachse in der Orlasenke erschlossen. Die 1871 gebaute Eisenbahn Gera-Saalfeld wurde 1889 durch eine Querverbindung Pößneck–Orlamünde ergänzt. Die Strecke Triptis–Blankenstein querte auf ca. 9 km den Süden des Kreises. Bei Triptis erreicht die F 281 (von Sonneberg über Pößneck nach Triptis), im Osten führte die Autobahn Berliner Ring–Hermsdorfer Kreuz–Hirschberg durch den Kreis.

## Bevölkerungsdaten der Städte und Gemeinden
Bevölkerungsübersicht aller 51 Gemeinden des Kreises, die 1990 in das wiedergegründete Land Thüringen kamen.
| AGS      | Gemeinde                        | Einwohner  | Einwohner  | Fläche (ha) |
| AGS      | Gemeinde                        | 03.10.1990 | 31.12.1990 | 31.12.1990  |
| 16032010 | Bahren                          | 98         | 99         | 210         |
| 16032020 | Bodelwitz                       | 533        | 526        | 460         |
| 16032030 | Breitenhain                     | 142        | 138        | 557         |
| 16032040 | Bucha                           | 105        | 103        | 318         |
| 16032060 | Döbritz                         | 185        | 180        | 311         |
| 16032070 | Dreba                           | 323        | 319        | 1.246       |
| 16032080 | Dreitzsch                       | 484        | 484        | 729         |
| 16032090 | Friedebach                      | 95         | 95         | 1.087       |
| 16032100 | Geroda                          | 276        | 272        | 610         |
| 16032110 | Gertewitz                       | 175        | 171        | 421         |
| 16032120 | Gössitz                         | 437        | 442        | 1.286       |
| 16032130 | Gräfendorf                      | 433        | 435        | 771         |
| 16032140 | Grobengereuth                   | 244        | 240        | 565         |
| 16032150 | Herschdorf bei Pößneck          | 309        | 307        | 1.073       |
| 16032160 | Keila                           | 102        | 99         | 416         |
| 16032170 | Knau                            | 841        | 843        | 1.271       |
| 16032180 | Kospoda                         | 455        | 448        | 614         |
| 16032190 | Krölpa                          | 1.800      | 1.793      | 409         |
| 16032200 | Langenorla                      | 1.448      | 1.444      | 2.271       |
| 16032220 | Lausnitz bei Neustadt a.d. Orla | 409        | 401        | 843         |
| 16032230 | Lausnitz bei Pößneck            | 144        | 145        | 191         |
| 16032240 | Lemnitz                         | 426        | 421        | 799         |
| 16032250 | Lichtenau                       | 203        | 205        | 225         |
| 16032260 | Linda bei Neustadt an der Orla  | 428        | 425        | 1.660       |
| 16032270 | Miesitz                         | 351        | 342        | 442         |
| 16032280 | Mittelpöllnitz                  | 338        | 334        | 501         |
| 16032300 | Moxa                            | 105        | 105        | 467         |
| 16032310 | Neunhofen                       | 620        | 620        | 454         |
| 16032320 | Neustadt an der Orla, Stadt     | 9.881      | 9.781      | 2.414       |
| 16032330 | Nimritz                         | 259        | 256        | 212         |
| 16032340 | Oberoppurg                      | 225        | 224        | 503         |
| 16032360 | Oppurg                          | 1.526      | 1.528      | 1.576       |
| 16032370 | Paska                           | 121        | 120        | 658         |
| 16032380 | Peuschen                        | 487        | 483        | 542         |
| 16032390 | Pillingsdorf                    | 135        | 134        | 706         |
| 16032400 | Pößneck, Stadt                  | 16.898     | 16.818     | 2.446       |
| 16032410 | Quaschwitz                      | 83         | 80         | 230         |
| 16032420 | Ranis, Stadt                    | 1.938      | 1.922      | 1.055       |
| 16032430 | Rockendorf                      | 633        | 635        | 585         |
| 16032440 | Rosendorf                       | 189        | 187        | 626         |
| 16032450 | Schmieritz                      | 426        | 424        | 1.132       |
| 16032460 | Schmorda                        | 120        | 119        | 484         |
| 16032470 | Seisla                          | 179        | 179        | 445         |
| 16032480 | Solkwitz                        | 71         | 70         | 219         |
| 16032490 | Stanau                          | 146        | 145        | 425         |
| 16032500 | Tömmelsdorf                     | 149        | 147        | 631         |
| 16032510 | Trannroda                       | 127        | 129        | 323         |
| 16032520 | Triptis, Stadt                  | 4.741      | 4.688      | 2.589       |
| 16032530 | Weira                           | 447        | 454        | 1.483       |
| 16032540 | Wernburg                        | 699        | 697        | 684         |
| 16032550 | Wilhelmsdorf                    | 283        | 281        | 902         |
| 16032000 | Landkreis Pößneck               | 51.272     | 50.937     | 41.077      |

## Kfz-Kennzeichen
Den Kraftfahrzeugen (mit Ausnahme der Motorräder) und Anhängern wurden von etwa 1974 bis Ende 1990 dreibuchstabige Unterscheidungszeichen, die mit den Buchstabenpaaren NK und NL begannen, zugewiesen. Die letzte für Motorräder genutzte Kennzeichenserie war NZ 60-01 bis NZ 68-00.
Anfang 1991 erhielt der Landkreis das Unterscheidungszeichen PN. Es wurde bis zum 31. Januar 1995 ausgegeben. Seit dem 29. November 2012 ist es im Saale-Orla-Kreis erhältlich.